# Tiếng Kashubia
Tiếng Kashubia hoặc tiếng Cassubia (tiếng Kashubia: kaszëbsczi jãzëk, pòmòrsczi jãzëk, kaszëbskò-słowińskô mòwa; tiếng Ba Lan: język kaszubski) là một ngôn ngữ thuộc Ngữ tộc Slav.
Tiếng Kashubia được cho là bắt nguồn từ ngôn ngữ do vài bộ lạc Pomerania gọi là Kashubia sử dụng, ở vùng Pomerania, trên bờ phía nam của Biển Baltic giữa các sông Vistula và Oder.
Tiếng Kashubia rất gần với tiếng Slovincia, và cả hai đều là phương ngữ của tiếng Pomerania. Dù những người nói tiếng Ba Lan khó có thể hiểu được tiếng Kashubia, nhưng gần đây nhiều nhà ngôn ngữ học Ba Lan coi tiếng Kashubia là 1 phương ngữ của tiếng Ba Lan.
Tương tự tiếng Ba Lan, tiếng Kashubia gồm nhiều từ vay mượn từ tiếng Hạ Đức, chẳng hạn kùńszt (nghệ thuật), và từ tiếng Đức. Các từ vay mượn khác là từ tiếng vùng Baltic, tiếng Nga và tiếng Ba Lan.
Tài liệu bằng tiếng Kashubia được in lần đầu vào cuối thế kỷ 16. Chính tả hiện đại được đưa ra lần đầu năm 1879.
Trong cuộc điều tra dân số năm 2002 có 53.000 người ở Ba Lan khai họ dùng chủ yếu tiếng Kashubia ở nhà mình. Cuộc điều tra cho thấy nhiều cha mẹ nói tiếng Kashubia, dùng tiếng Ba Lan hơn là tiếng Kasubia ở nhà, vì họ cho là nếu mình nói tiếng Kashubia thì các con sẽ khó học được tiếng Ba Lan. Một số trường ở Ba Lan cũng dạy tiếng Kashubia như ngôn ngữ đọc và một số cơ quan hành chính cũng dùng tiếng Kashubia như ngôn ngữ chính thức thứ hai ở vài nơi trong vùng Pomeranian Voivodeship.
Tiếng Kashubia cũng được những người Ba Lan gốc Kashubia sống ở Canada sử dụng.

## Bảng mẫu tự Kashubia
| chữ           | A a   | Ą ą   | Ã ã   | B b   | C c   | D d   | E e   | É é   | Ë ë   | F f   | G g   | H h   | I i   | J j | K k | L l | Ł ł |
| phát âm (IPA) | ɐ     | õ     | ã     | b     | ʦ     | d     | ɛ     | e     | ə     | f     | g     | x     | ɪ-i   | j   | k   | l   | w   |
|               |       |       |       |       |       |       |       |       |       |       |       |       |       |     |     |     |     |
| chữ           | M m   | N n   | Ń ń   | O o   | Ò ò   | Ó ó   | Ô ô   | P p   | R r   | S s   | T t   | U u   | Ù ù   | W w | Y y | Z z | Ż ż |
| phát âm (IPA) | m     | n     | ɲ     | ɔ     | wɛ    | o     | œ/ɒ   | p     | r     | s     | t     | ʊ-u   | ɥi-wy | v   | ɪ-i | z   | ʒ   |
|               |       |       |       |       |       |       |       |       |       |       |       |       |       |     |     |     |     |
| chữ           | Ch ch | Ch ch | Cz cz | Cz cz | Dz dz | Dz dz | Dż dż | Dż dż | Rz rz | Rz rz | Sz sz | Sz sz |       |     |     |     |     |
| phát âm (IPA) | x     | x     | ʧ     | ʧ     | ʣ     | ʣ     | ʤ     | ʤ     | ʒ     | ʒ     | ʃ     | ʃ     |       |     |     |     |     |

- Kinh Lạy Cha bằng tiếng Kashubia:

Òjcze nasz, jaczi jes w niebie,
niech sã swiãcy Twòje miono,
niech przińdze Twòje królestwò,
niech mdze Twòja wòlô
jakno w niebie tak téż na zemi.
Chleba najégò pòwszednégò dôj nóm dzysô
i òdpùscë nóm naje winë,
jak i më òdpùszcziwómë naszim winowajcóm.
A nie dopùscë na nas pòkùszeniô,
ale nas zbawi òde złégò. Amen

## Hình ảnh

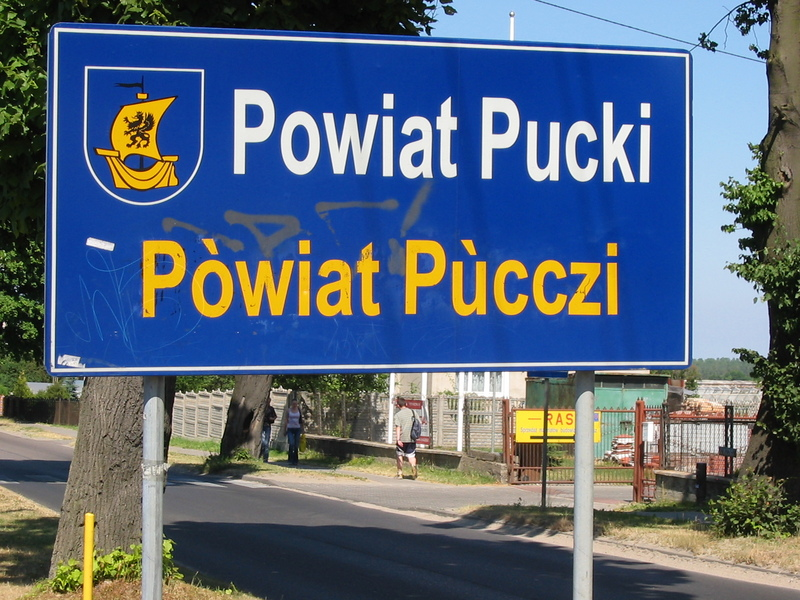
Biển song ngữ bằng tiếng Ba Lan và Kashubia ở Pogórze, Hạt Puck, Ba Lan, chỉ đường từ Gdynia tới Rewa